# Tak! Tak!
Tak! Tak! – drugi album Obywatela G.C. wydany w 1988 nakładem wytwórni płytowej Polskie Nagrania „Muza”. Album został sprzedany w nakładzie ponad 300 tys. egzemplarzy.
Utwór „Nie pytaj o Polskę” w 2018 w 11. notowaniu Polskiego Topu Wszech Czasów radiowej Trójki znalazł się na 1. miejscu, a „Tak… tak… to ja” – na 23. miejscu. Ponadto utwór „Nie pytaj o Polskę” w 23., 24. i 25. notowaniu Trójkowego Topu Wszech Czasów był najwyżej notowanym polskim utworem, zajmując odpowiednio 14., 15. i 11. miejsce. W 2021 w pierwszym notowaniu Polskiego Topu Radia 357 utwór „Nie pytaj o Polskę” zajął 1. miejsce.
Po raz pierwszy na płycie CD został wydany w  1988 przez Polskie Nagrania (numer GC 002) w nakładzie 2000 egzemplarzy. Wytłoczono jeszcze wydanie próbne z tym samym numerem katalogowym, ale bez logo Polskich Nagrań (nakład max. 50 egz.). Oba wyprodukowano w Niemczech Zachodnich. Płytę początkowo sprzedawano wyłącznie na koncertach, dopiero później trafiła ona do sprzedaży sklepowej.

## Lista utworów
strona A
1. „Tak… Tak… to ja” – 3:40
2. „Podróż do ciepłych krajów” – 5:15
3. „Umarłe słowa” – 5:20
4. „Ani ja, ani ty” – 4:40

strona B
1. „Depesza do producenta” – 5:50
2. „Nie pytaj o Polskę” – 5:55
3. „Piosenka kata” – 4:00
4. „Skończymy w niebie” – 4:25

Słowa i muzyka wszystkich utworów: Grzegorz Ciechowski.

## Autorzy
- Grzegorz Ciechowski – instrumenty klawiszowe, śpiew
- Wojciech Karolak – organy
- Agnieszka Kossakowska – śpiew (sopran) (2, 8)
- Marcin Otrębski – gitara
- Rafał Paczkowski – instrumenty klawiszowe, programowanie instrumentów, sample
- John Porter – gitara akustyczna
- Małgorzata Potocka – śpiew, głosy
- Tomasz Stańko – trąbka
- Marek Surzyn – perkusja (1)
- Krzysztof Ścierański – gitara basowa
- José Torres – instrumenty perkusyjne, głosy
- Adam Wendt – saksofon

Aranżacja i produkcja nagrań: Grzegorz Ciechowski i Rafał Paczkowski. Reżyseria dźwięku: Rafał Paczkowski. Programowanie wstępne: Paweł Danikiewicz. Nagrań dokonano w Studium Marcelego Latoszka i w Studio S-4 w okresie luty – kwiecień 1988.